# Qualificazioni ai Giochi della XXI Olimpiade (AFC)
Di seguito sono elencati gli incontri con relativo risultato della zona asiatica (AFC) per le qualificazioni a Montréal 1976.

## Formula
Le 16 squadre vennero divise in tre gironi, di cui due da cinque squadre e uno da sei. Le vincenti di ogni girone si sarebbero qualificate alle Olimpiadi.
I gironi avevano formato differente: il gruppo 1 (interamente giocato a Teheran, Iran) ed il gruppo 2 (interamente giocato a Giacarta, Indonesia) erano gironi all'italiana; il gruppo 3 prevedeva un turno eliminatorio, composto di spareggi A/R ed eventuale terzo incontro in caso di pareggio, successivamente venne giocato un girone all'italiana che disputarono le vincenti degli spareggi.
Erano qualificate all'Olimpiade le tre vincenti dei gironi finali.

## Risultati

### Gruppo 1
| Squadra        | P.ti | G | V | N | P | GF | GS | DR |
| -------------- | ---- | - | - | - | - | -- | -- | -- |
| Iran           | 7    | 4 | 3 | 1 | 0 | 8  | 1  | +7 |
| Kuwait         | 5    | 4 | 2 | 1 | 1 | 8  | 6  | +2 |
| Iraq           | 4    | 4 | 2 | 0 | 2 | 6  | 4  | +2 |
| Arabia Saudita | 4    | 4 | 2 | 0 | 2 | 5  | 7  | -2 |
| Bahrein        | 0    | 4 | 0 | 0 | 4 | 1  | 10 | -9 |

| Teheran | Iran | 1 – 1 | Kuwait |  |

| Teheran | Iran | 1 – 0 | Iraq |  |

| Teheran | Iran | 3 – 0 | Arabia Saudita |  |

| Teheran | Iran | 3 – 0 | Bahrein |  |

| Teheran | Kuwait | 1 – 2 | Iraq |  |

| Teheran | Kuwait | 4 – 2 | Arabia Saudita |  |

| Teheran | Kuwait | 2 – 1 | Bahrein |  |

| Teheran | Iraq | 0 – 2 | Arabia Saudita |  |

| Teheran | Iraq | 4 – 0 | Bahrein |  |

| Teheran | Arabia Saudita | 1 – 0 | Bahrein |  |

### Gruppo 2
| Squadra            | P.ti | G | V | N | P | GF | GS | DR  |
| ------------------ | ---- | - | - | - | - | -- | -- | --- |
| Corea del Nord     | 8    | 4 | 4 | 0 | 0 | 10 | 1  | +9  |
| Indonesia          | 5    | 4 | 2 | 1 | 1 | 11 | 5  | +6  |
| Malaysia           | 4    | 4 | 2 | 0 | 2 | 17 | 5  | +12 |
| Singapore          | 3    | 4 | 1 | 1 | 2 | 7  | 8  | -1  |
| Papua Nuova Guinea | 0    | 4 | 0 | 0 | 4 | 3  | 29 | -26 |

| Giacarta | Corea del Nord | 2 – 1 | Indonesia |  |

| Giacarta | Corea del Nord | 2 – 0 | Malaysia |  |

| Giacarta | Corea del Nord | 2 – 0 | Singapore |  |

| Giacarta | Corea del Nord | 4 – 0 | Papua Nuova Guinea |  |

| Giacarta | Indonesia | 2 – 1 | Malaysia |  |

| Giacarta | Indonesia | 0 – 0 | Singapore |  |

| Giacarta | Indonesia | 8 – 2 | Papua Nuova Guinea |  |

| Giacarta | Malaysia | 6 – 0 | Singapore |  |

| Giacarta | Malaysia | 10 – 1 | Papua Nuova Guinea |  |

| Giacarta | Singapore | 7 – 0 | Papua Nuova Guinea |  |

### Gruppo 3

#### Turno eliminatorio
|  | Giappone | 3 – 0 | Filippine |  |

|  | Filippine | 0 – 3 | Giappone |  |

|  | Taiwan | 0 – 2 | Corea del Sud |  |

|  | Corea del Sud | 3 – 0 | Taiwan |  |

|  | Israele | – | Vietnam |  |

|  | Vietnam | – | Israele |  |

Passano il turno Giappone (6-0), Israele (ritiro del Vietnam) e Corea del Sud (5-0).

#### Girone finale
| Squadra       | P.ti | G | V | N | P | GF | GS | DR |
| ------------- | ---- | - | - | - | - | -- | -- | -- |
| Israele       | 7    | 4 | 3 | 1 | 0 | 10 | 2  | +8 |
| Corea del Sud | 4    | 4 | 1 | 2 | 1 | 5  | 5  | 0  |
| Giappone      | 1    | 4 | 0 | 1 | 3 | 3  | 11 | -8 |

|  | Israele | 0 – 0 | Corea del Sud |  |

|  | Corea del Sud | 1 – 3 | Israele |  |

|  | Israele | 4 – 1 | Giappone |  |

|  | Giappone | 0 – 3 | Israele |  |

|  | Corea del Sud | 2 – 2 | Giappone |  |

|  | Giappone | 0 – 2 | Corea del Sud |  |